# 黄白黄耆
黄白黄耆（学名：Astragalus albidoflavus）是豆科黄芪属的植物，是中国的特有植物。分布于中国大陆的西藏等地，一般生于路旁，目前尚未由人工引种栽培。